# Feierabend

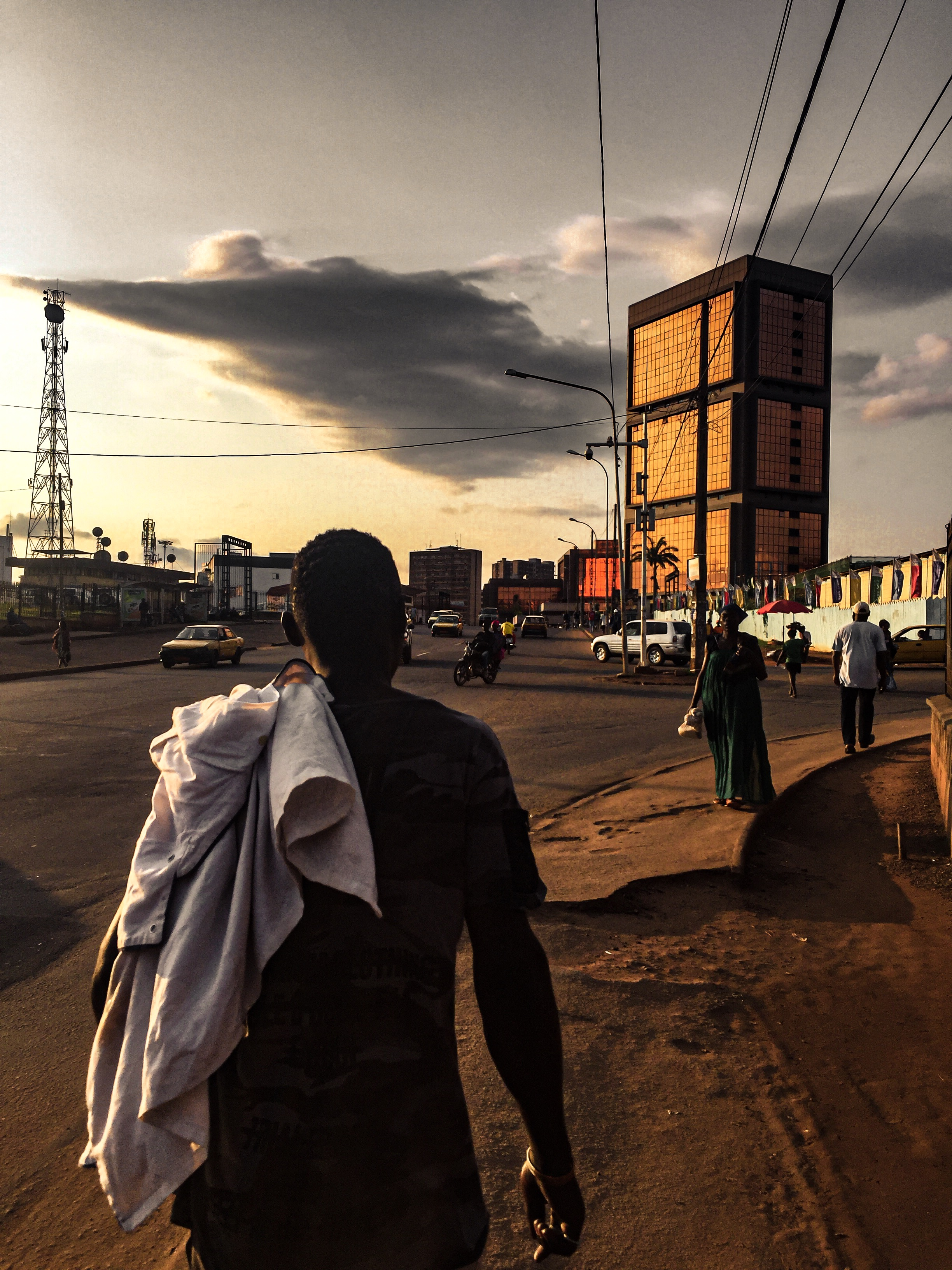
Feierabend in Yaoundé (Foto: 2019)

Feierabend (von spätmittelhochdeutsch vīrabent „Vorabend eines Feiertags“) ist die Muße-, Frei- und Ruhezeit und bezeichnet sowohl das Ende des Arbeitstages (z. B. Dienstschluss) wie auch die freie Zeit danach bis zur Nachtruhe.

## Etymologie
Aus dem lateinischen Wort fēria für einen Wochentag bzw. kirchlichen Feiertag entwickelte sich das althochdeutsche fîra mit der Bedeutung „Fest“ oder „Ruhe“ (im christlichen Sprachgebrauch vor allem ein Tag, der mit einer gottesdienstlichen Handlung begangen wurde). Hieraus wurde mittelhochdeutsch vîre für einen festlich begangenen Tag oder die Arbeitsruhe (woraus sich das neuhochdeutsche Wort Feier entwickelte), wobei seit dem 12. Jahrhundert vîr-âbent den Vorabend eines Feiertages bezeichnete. Dieser Begriff wurde später im Frühneuhochdeutschen (nach dem 16. Jahrhundert) unter dem Einfluss der Sprache der Handwerker umgedeutet zu „[Beginn der] Ruhezeit am Abend“.

## Historisches
Bereits im Römischen Reich gab es Feiertags-Ausrufer, sogenannte Calatoren. Wenn beispielsweise ein Opfer bevorstand, wurde den im Freien Arbeitenden der Feierabend angesagt. Bevor es in allen Häusern Uhren, gar Taschenuhren für Einzelne gab, begann dieser tägliche Feierabend lange Zeit mit dem in katholischen Gegenden noch heute verbreiteten Angelus- oder Feierabendläuten um 18 Uhr, das alle zum gemeinsamen Abendgebet aufruft.
Vom 17. bis ins 19. Jahrhundert sind außer dem gemeinsamen Gebet zahlreiche Feierabendbräuche („Feierabendgeschichten“) und -lieder wie Nun sich der Tag geendet hat (um 1670) überliefert. 
In der DDR wurden Altersheime „Feierabendheime“ genannt.

## Redewendungen
- Jetzt machen wir Feierabend. (Synonym für „genug gearbeitet!“)
- Jetzt ist (aber) Feierabend! (Kurzform: Feierabend!) für ein ärgerliches „Damit ist jetzt Schluss! Mir reicht’s!“
- Jetzt hat er seinen verdienten Feierabend (ein langjähriger Arbeitnehmer geht in Rente oder Pension).

## Feierabend in der Kunst
- Als Motive in Gemälden und Stichen, etwa zum Feierabend am Lande: z. B. „Lorscher Feierabend“ (Wandmalerei) im Rathaus zu Lorsch[3], William Edward Millner und Hans Thoma (Bauerngärten), Ludwig Richter (Serie, „Blaue Bücher“) sowie andere Motive: Carl Spitzweg (Idyllen und skurrile Szenen), Hans Baluschek (Gemälde im Märkischen Museum Berlin), Gerda Knauer, Otto Modersohn u. v. a.

- Als Motiv in der Musik – mehrfach im Volks- und Kunstlied (siehe oben), etwa bei Schubert im Lied Am Feierabend aus Die schöne Müllerin oder im volkstümlichen Kanon „Feierabend“ (Horch, es ruft der Glocke Ton …).
  - Eine sehr bekannte Volksweise ist das Lied Feieromd (anhörenⓘ/?) von Anton Günther.
  - Auch von Peter Alexander gibt es ein Lied über den Feierabend, das 1977 veröffentlicht wurde.
- In der Literatur ist der Feierabend Thema in Gedichten von Emanuel Geibel, Christian Morgenstern, Hermann Hesse u. a.